# Christian Gottfried Ehrenberg
Christian Gottfried Ehrenberg, född 19 april 1795 i Delitzsch, död 27 juni 1876 i Berlin, var en tysk naturforskare.
Ehrenberg gjorde vidsträckta resor, bland annat med Friedrich Wilhelm Hemprich till Egypten och med Alexander von Humboldt till Altaj. Han blev professor i medicin i Berlin 1839 och blev berömd främst för sina studier över hödjuren. Hans viktigaste arbete på detta område är Die Infusionsthierchen als vollkommene Organismen (1838, med utmärkta illustrationer).
Han författade vidare Mikrogeologie (1854 och 1856), i vilken han försöker visa de mikroskopiska organismernas stora betydelse för jord- och stenlagrens bildning och genom vilket han grundlade den mikroskopiska paleontologin. Av hans övriga skrifter behandlar några hödjuren, medan andra är resultat av hans resor. Han blev ledamot av svenska Vetenskapsakademien 1836 och tilldelades Wollastonmedaljen 1839.
Auktorsnamnet Ehrenb. kan användas för Christian Gottfried Ehrenberg i samband med ett vetenskapligt namn inom botaniken; se Wikipediaartiklar som länkar till auktorsnamnet.

## Övriga skrifter i urval
- Naturgeschichtliche Reisen durch Nord-Afrika und West-Asien (1828)
- Symbolæ physicæ (1828-45)
- Die Korallenthiere des Rothen Meeres (1833-34)
- Das Leuchten des Meeres (1834)
- Passat-, Staub- und Blutregen (1847)